# Kirsten McCann
Kirsten McCann (Johannesburgo, 25 de agosto de 1988) es una deportista sudafricana que compitió en remo.
Ganó dos medallas en el Campeonato Mundial de Remo, en los años 2015 y 2017. Participó en dos Juegos Olímpicos de Verano, en los años 2008 y 2016, ocupando el quinto lugar en Río de Janeiro 2016, en la prueba de doble scull ligero.

## Palmarés internacional
| Campeonato Mundial | Campeonato Mundial        | Campeonato Mundial | Campeonato Mundial      |
| Año                | Lugar                     | Medalla            | Prueba                  |
| ------------------ | ------------------------- | ------------------ | ----------------------- |
| 2015               | Aiguebelette (Francia)    | Medalla de bronce  | Doble scull ligero      |
| 2017               | Sarasota (Estados Unidos) | Medalla de oro     | Scull individual ligero |